# Жумабеков Жуман Орманович

## Биография
Жумабеков Жуман Орманович родился 23 января 1990 года в Казахстане. По национальности — казах. Подробности о детстве, образовании и ранних годах жизни отсутствуют в открытых источниках.

## Спортивная карьера
Жуман Жумабеков — профессиональный боец смешанных единоборств (ММА) и бокса в легчайшей весовой категории (Bantamweight), известный под прозвищем Arlan.
Физические параметры: рост — 170 см, вес — 66 кг, размах рук — 172 см.
По состоянию на 2025 год имеет рекорд 9 побед и 0 поражений, среди которых 3 победы нокаутом, 4 — сдачей соперника и 2 — решением судей.
Информация о спортивной команде, тренерах и этапах карьеры в открытых источниках отсутствует.

## Личная жизнь
Жуман женат на Койменкеевой Айнур Кайратовне (род. 1 мая 1991 года). Мать — Жумабекова Жанат Отаубаевна (род. 14 ноября 1966 года).
Детей в открытых данных нет.

## Семья
Брат Жумана — Тоқтар Тоңсықбай Орманұлы (род. 3 октября 1994 года), также казахстанский гражданин.

## Дополнительная информация
Жуман Жумабеков является заметным представителем казахстанского ММА и бокса в легчайшей весовой категории. Активно участвует в профессиональных боях, демонстрируя высокий уровень и стабильные результаты.